# Birthday (canción de Katy Perry)
«Birthday» es una canción de la cantante estadounidense Katy Perry, incluida en su cuarto álbum de estudio, Prism (2013). La escribió junto con Bonnie McKee, y la producción estuvo a cargo de Dr. Luke, Max Martin y Cirkut. Críticos y la propia Perry han comparado la canción con la música de Prince y Mariah Carey. En la letra, se emplean dobles sentidos para hacer referencias sexuales mientras celebra el cumpleaños de su pareja. Capitol Records lanzó el tema a las radios comerciales y rítmicas el 21 de abril de 2014, como cuarto sencillo del álbum. 
Tras el lanzamiento de Prism, «Birthday» entró en las listas de sencillos de Corea del Sur y Francia. Alcanzó el número uno en las listas Billboard Dance Club Songs de Estados Unidos y en el Airplay de TV de Israel, el número tres en Sudáfrica, el siete en Canadá, el diez en Corea del Sur, el 17 en el Billboard Hot 100 de Estados Unidos y el top 40 en otros nueve países. El video musical se estrenó el 24 de abril de 2014. Grabado con cámaras ocultas, muestra a Perry disfrazada de cinco personajes en fiestas de cumpleaños y celebraciones. Los efectos de maquillaje fueron diseñados por Tony Gardner. La interpretación de un personaje judío por parte de la cantante generó controversia. Jess Glynne hizo su propia versión en el Live Lounge de BBC Radio 1, y Halsey lo hizo en SiriusXM. 
Stephen Thomas Erlewine, de AllMusic, y Kitty Empire, de The Guardian, consideraron «Birthday» una de las mejores piezas de Prism. Jason Lipshutz, de Billboard, la llamó una «canción impresionante» y afirmó que era una respuesta superior de la música pop al «Everyday Birthday» de Swizz Beatz. Alexis Petridis, de The Guardian, opinó que la pieza recordaba un remix de Mariah Carey con ritmo «cuatro sobre el piso», pero elogió sus melodías, consideró «significativamente más fuertes» que las de Alive (2013) de Jessie J.

## Producción, lanzamiento y composición

### Producción
«Birthday» fue escrita por Katy Perry, Bonnie McKee, Cirkut, Dr. Luke y Max Martin. Los tres últimos se encargaron de la producción y la instrumentación, programando sus respectivos instrumentos. Las baterías las tocó Steven Wolf, mientras que las trompetas fueron interpretadas por la banda de Saturday Night Live, bajo la dirección de Lenny Pickett y con la ingeniería de Dave O'Donnell. El trabajo de ingeniería de audio estuvo a cargo de Peter Carlsson, Clint Gibbs, Sam Holland y Michael Illbert. La mezcla final se realizó en los estudios MixStar en Virginia Beach, Virginia, por Serban Ghenea y el ingeniero John Hanes. La pista se grabó en varios estudios, entre ellos el de Luke en Malibú, California, Conway Recording Studios en Hollywood, California, Playback Recording Studio en Santa Bárbara, California, MXM Studios en Estocolmo, Suecia y Secret Garden Studios en Montecito, California.

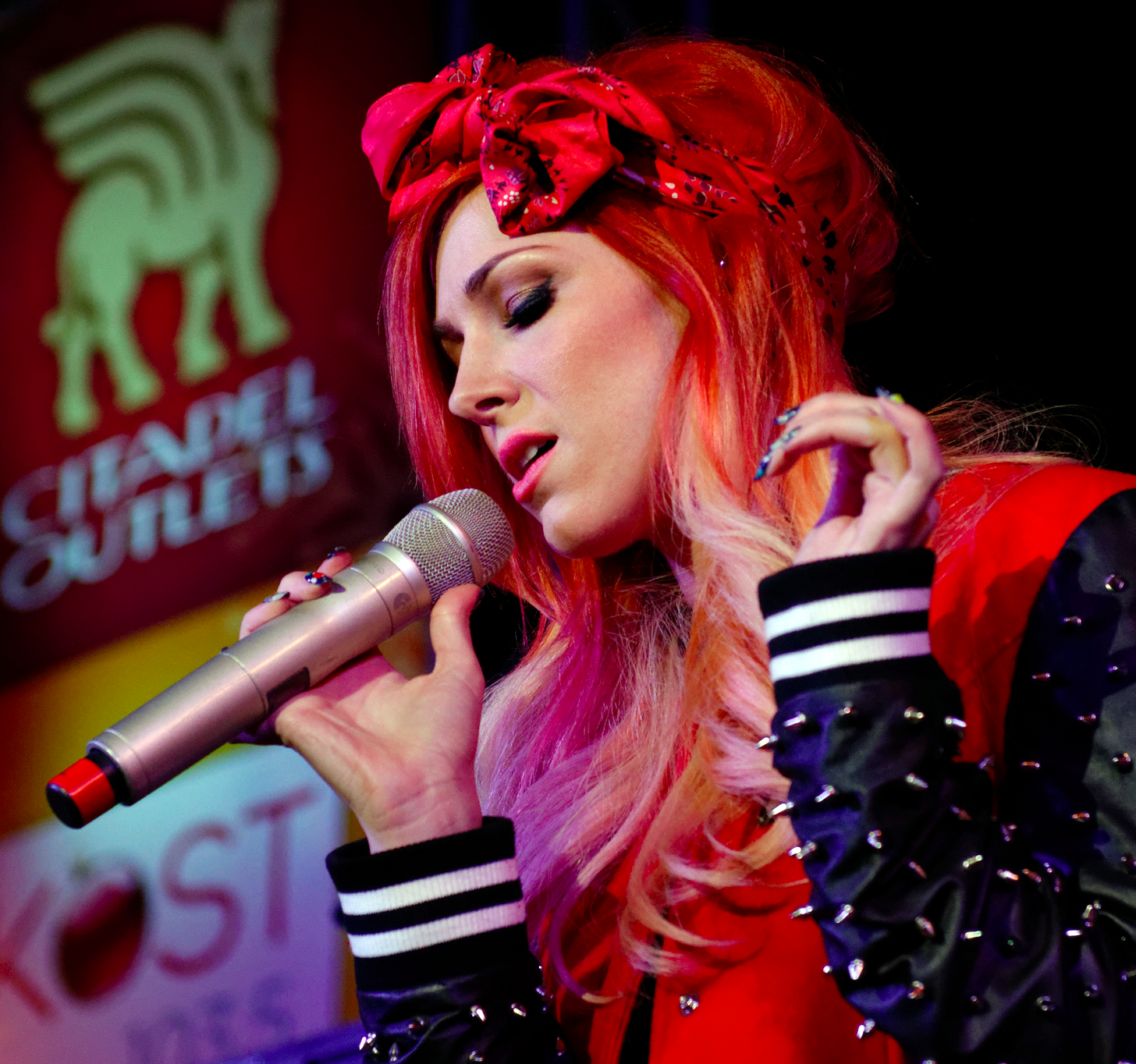
Bonnie McKee (en la foto) coescribió «Birthday».

### Lanzamiento
La pista se filtró en línea el 16 de octubre de 2013, dos días antes del lanzamiento oficial de Prism. El 3 de abril de 2014, se anunció en Twitter que «Birthday» sería el cuarto sencillo del álbum y se compartió también la portada. La imagen se basó en una foto tomada durante una fiesta de cumpleaños en los años 1990, donde una Perry rubia y su hermana Angela Hudson sonríen hacia la cámara. En la portada, se añadieron globos con letras «infladas» para deletrear el nombre de Perry, mientras que el título de la canción aparece en velas sobre un pastel floral. Para promocionar el sencillo, el 10 de abril de 2014 se subió un video lírico de «Birthday» al canal Vevo de la compositora. En él, se muestran varios pasteles y dulces decorados con la letra de la canción, terminando con la artista encendiendo la última vela de un pastel.

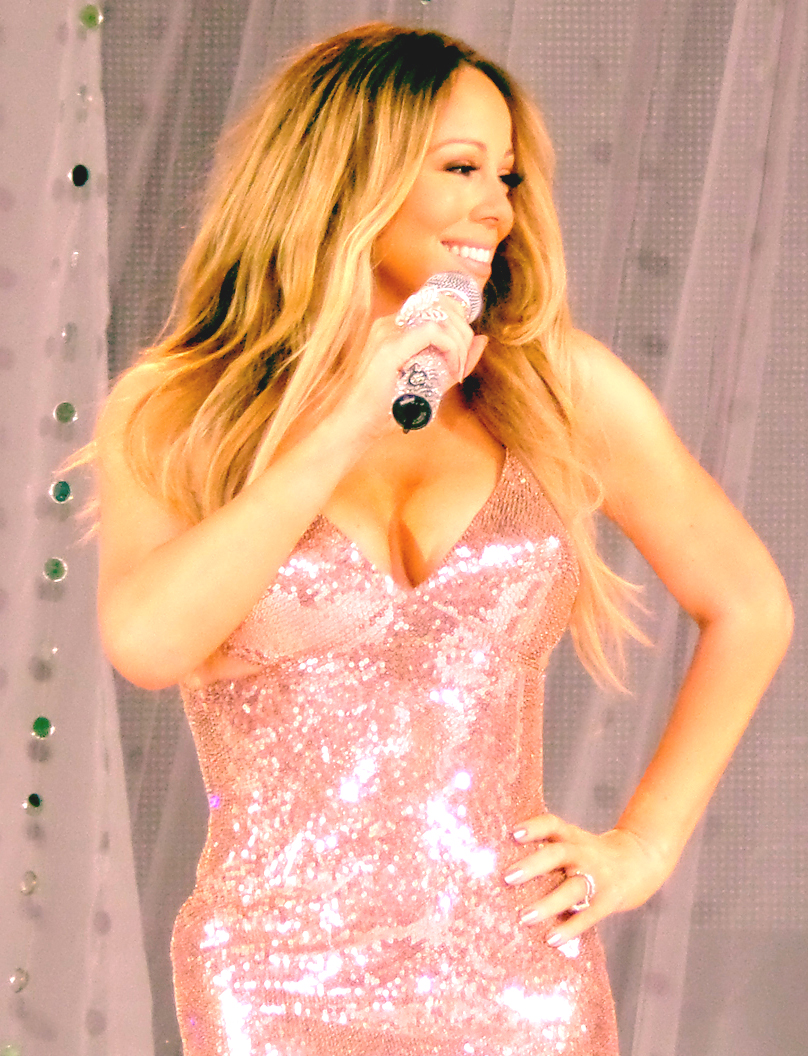
Mariah Carey (en la foto) inspiró «Birthday».

### Composición
Con una duración de tres minutos y treinta y cinco segundos (3:35), «Birthday» está principalmente influenciada por el género disco. Según la partitura publicada en MusicNotes por Kobalt Music Publishing America, Inc., la canción tiene un tempo de 126 pulsos por minuto. Está en la tonalidad de Si mayor y sigue una progresión de acordes Emaj9–C♯m7–Emaj9–C♯m7–B. El rango vocal de Perry va desde B3 hasta F♯5. Durante un evento de presentación de Prism en Nueva York, la cantante describió «Birthday» como su intento de componer una canción que Mariah Carey habría incluido en su álbum debut homónimo. Desde su lanzamiento, la composición se ha comparado con la de Prince y el dúo Wendy & Lisa.
«Birthday» combina funk pop, synth pop y house. La instrumentación es «dinámica pero alegre», con un «impulso rítmico profundo». Randall Roberts, de Los Angeles Times, opinó que la canción representa una versión moderna del disco, al reemplazar las «cuerdas cursis» por «rupturas rítmicas y sintetizadores». Sus letras «alegres» usan la celebración del cumpleaños de su pareja como una metáfora del acto sexual. En el puente, cuando Perry canta «Déjame ponerte tu traje de cumpleaños / Es hora de sacar los grandes globos», Ben Rattliff lo comparó con el estilo de Daft Punk.

## Recepción

### Crítica

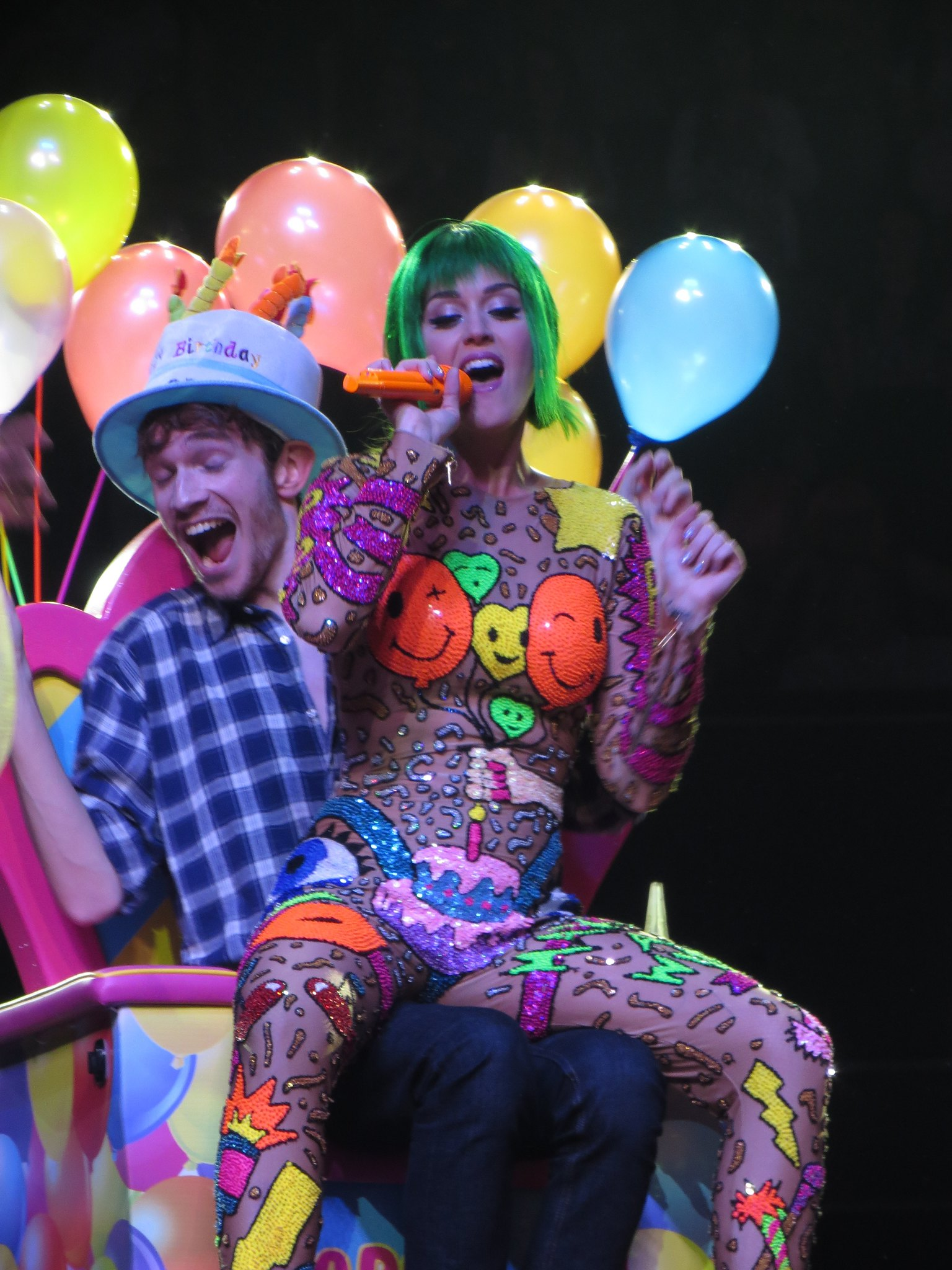
Perry interpretando «Birthday» en Glasgow.

Stephen Thomas Erlewine, de AllMusic, y Kitty Empire, de The Guardian, consideraron «Birthday» una de las mejores piezas de Prism. Erlewine la describió como una «gloriosa explosión retro disco», mientras que Empire destacó su «simpatía femenina» que sostiene la canción. Marah Eakin, de The A.V. Club, la calificó como «pura diversión». Jason Lipshutz, de Billboard, la llamó una «canción impresionante» y afirmó que era la respuesta superior de la música pop al «Everyday Birthday» de Swizz Beatz. También la vio como la canción con mayor potencial de éxito en Prism. Chris Bosman, de Consequence of Sound, la describió como un «irresistible tema disco» y la consideró mejor que el álbum Kiss (2012) de Carly Rae Jepsen.
Jon Dolan, de Rolling Stone, señaló que la «alegría efervescente» de Teenage Dream se reflejaba en esta canción. Sal Cinquemani, de Slant Magazine, comentó que, aunque la pista era «sexy y juguetona», contrastaba con otros temas más oscuros. Alexis Petridis, de The Guardian, opinó que la canción recordaba un remix de Mariah Carey con ritmo «cuatro sobre el piso», pero elogió sus melodías, que consideró «significativamente más fuertes» que las de Alive (2013) de Jessie J. Rob Harvilla, de Spin, criticó la «sensualidad» de la canción, describiéndola como «torpe y de escuela primaria». Evan Sawdey, de PopMatters, consideró que «Birthday» era lo «más pegadizo» de Prism, pero también la vio como una «revisión» de «Domino» de Jessie J y de «Last Friday Night (T.G.I.F.)» de Perry. Lewis Corner, de Digital Spy, la calificó como una «joya pop coqueta», mientras que Melinda Newman, de HitFix, le dio un B+, llamándola una «deliciosa golosina pop». James Reed, de The Boston Globe, describió las letras con doble sentido como «divertidas».

### Comercial
Al lanzar Prism, «Birthday» ingresó en las listas de sencillos de Francia y Corea del Sur gracias a sus altas ventas digitales. Debutó en el puesto 160 de la lista Syndicat National de l'Édition Phonographique, donde permaneció una semana. En Corea del Sur, alcanzó el puesto 51 en la Gaon International Chart con 3089 descargas digitales.
Antes de ser lanzada como sencillo, la canción debutó en el Billboard Hot 100 el 16 de abril de 2014 en el puesto 91. Una semana después subió al puesto 83, y en la siguiente alcanzó el 37. Finalmente, llegó al puesto 17, convirtiéndose en su 15.ª canción en entrar al top 20. También llegó al número 1 en la lista Hot Dance Club Songs, ampliando su récord a 14 canciones consecutivas en el primer puesto de esa lista. La canción ha vendido más de 1 000 000 de copias en Estados Unidos y fue certificada Platino por la Recording Industry Association of America (RIAA).

## Video musical

### Desarrollo y filmación

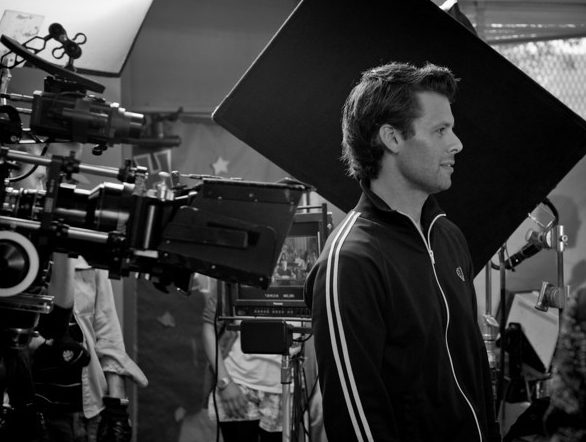
Marc Klasfeld codirigió el vídeo musical de «Birthday».

El video musical de «Birthday» fue dirigido por Marc Klasfeld y Danny Lockwood. Dawn Rose produjo el video, Nicole Acacio fue la productora ejecutiva, Richard Alarcón se encargó de la edición, Tony Gardner del maquillaje, y Joseph Robbins de la dirección de fotografía. Filmado en abril de 2014, Perry interpretó a cinco animadores de fiestas, apareciendo en cinco celebraciones distintas. Esto recuerda a la serie infantil británica Gigglebiz, en la que Justin Fletcher da vida a varios personajes en situaciones similares. Los personajes que interpretó fueron: una mujer mayor y de estilo burlesco llamada Goldie, un maestro de ceremonias judío llamado Yosef Shulem, un payaso llamado Kriss, un entrenador de animales llamado Ace, y una pintora de caras llamada Princesa Mandee. Para transformar su apariencia, Perry pasaba hasta siete horas recibiendo maquillaje y prótesis aplicados por Tony Gardner.
Las fiestas en las que participó Perry fueron reales, y los asistentes no sabían que ella estaba allí. Los organizadores creían que estaban protagonizando un programa de telerrealidad llamado Birthday Blowouts. De manera similar, la mayoría de los eventos del video fueron organizados sin el conocimiento de los anfitriones ni los invitados. Por ejemplo, el accidente de tránsito que aparece en el video asustó a varios niños que lo presenciaron, dejándolos llorando. Perry describió el video como «muy complicado de hacer y filmar» y el «más insano» que había realizado hasta entonces. Un adelanto con los personajes fue publicado el 22 de abril de 2014, y el video completo se estrenó dos días después.

### Recepción
Christina Garibaldi, de MTV News, afirmó que la compositora «sigue superándose» con el video, destacando su «enfoque» como «creativo, divertido y bastante hilarante». En cambio, Daniel D'Addario, de Salon, criticó el personaje de Yosef Shulem, calificándolo de «estereotipo judío». Recordó que la artista ya había sido objeto de controversia por vestirse de geisha en una actuación de «Unconditionally» en 2013 y cuestionó su decisión de interpretar a Yosef. Nolan Feeman, de Time, escribió: «El pueblo judío no es un disfraz» y consideró que el video restaba atención a la canción. Ariana Bacle, de Entertainment Weekly, calificó el personaje de «antisemita» y sugirió que Perry dejara de imitar a miembros de otras culturas. En Consequence of Sound, Chris Coplan describió el video como «increíble» y lo comparó con una versión «menos irritante y agotadora» de The Master of Disguise. Zach Frydenlund, de Complex, elogió el video por «cumplir con las expectativas» y destacó el aspecto de Goldie como «bastante bonito».

## Posicionamiento en listas
| Listas (2014)                               | Mejor posición |
| ------------------------------------------- | -------------- |
| Australia (ARIA)                            | 25             |
| Austria (Ö3 Austria Top 40)                 | 51             |
| Bélgica (Flandes) (Ultratip Bubbling Under) | 2              |
| Bélgica (Valonia) (Ultratip Bubbling Under) | 2              |
| Canadá (Canadian Hot 100)                   | 7              |
| Canadá (Canada AC)                          | 4              |
| Canadá (CHR/Top 40)                         | 4              |
| Canadá (Hot AC)                             | 2              |
| CEI (Tophit)                                | 185            |
| República Checa (Rádio Top 100)             | 32             |
| República Checa (Singles Digitál Top 100)   | 32             |
| Finlandia (Radiosoittolista)                | 25             |
| Francia (SNEP)                              | 57             |
| Francia Airplay (SNEP)                      | 5              |
| Alemania (Offizielle Deutsche Charts)       | 69             |
| Irlanda (IRMA)                              | 47             |
| Israel (Media Forest TV Airplay)            | 1              |
| Italia (FIMI)                               | 49             |
| Países Bajos (Dutch Top 40)                 | 34             |
| Países Bajos (Mega Single Top 100)          | 56             |
| Nueva Zelanda (Recorded Music NZ)           | 17             |
| Escocia (Scottish Singles Sales Chart)      | 16             |
| Eslovaquia (Rádio Top 100)                  | 37             |
| Eslovaquia (Singles Digitál Top 100)        | 24             |
| Eslovenia (SloTop50)                        | 26             |
| Sudáfrica (EMA)                             | 3              |
| Corea del Sur (Gaon Digital Chart)          | 10             |
| Reino Unido (UK Singles Chart)              | 22             |
| Estados Unidos (Billboard Hot 100)          | 17             |
| Estados Unidos (Adult Contemporary)         | 29             |
| Estados Unidos (Adult Top 40)               | 11             |
| Estados Unidos (Dance/Mix Show Airplay)     | 8              |
| Estados Unidos (Hot Dance Club Songs)       | 1              |
| Estados Unidos (Mainstream Top 40)          | 8              |
| Estados Unidos (Rhythmic)                   | 25             |

## Certificaciones
| País           | Organismo certificador | Certificación | Ventas certificadas | Ref.   |
| -------------- | ---------------------- | ------------- | ------------------- | ------ |
| Australia      | ARIA                   | 2× Platino    | 140 000             | [ 79 ] |
| Brasil         | Pro-Música Brasil      | Platino       | 60 000              | [ 80 ] |
| Canadá         | Music Canada           | Platino       | 80 000              | [ 81 ] |
| Estados Unidos | RIAA                   | Platino       | 1 000               | [ 82 ] |
| Italia         | FIMI                   | Oro           | 15 000              | [ 83 ] |
| Nueva Zelanda  | RMNZ                   | Oro           | 7 500               | [ 84 ] |
| Noruega        | IFPI — Noruega         | Oro           | 30 000              | [ 85 ] |
| Suecia         | GLF                    | Oro           | 20 000              | [ 86 ] |
| Reino Unido    | BPI                    | Oro           | 400 000             | [ 87 ] |